# Льефран
Льефра́н (фр. Lieffrans) — коммуна во Франции, находится в регионе Франш-Конте. Департамент — Верхняя Сона. Входит в состав кантона Се-сюр-Сон-э-Сент-Альбен. Округ коммуны — Везуль.
Код INSEE коммуны — 70301.

## География
Коммуна расположена приблизительно в 310 км к юго-востоку от Парижа, в 32 км севернее Безансона, в 18 км к юго-западу от Везуля.

## Население
Население коммуны на 2010 год составляло 60 человек.
| 1962 | 1968 | 1975 | 1982 | 1990 | 1999 | 2010 |
| ---- | ---- | ---- | ---- | ---- | ---- | ---- |
| 44   | 46   | 34   | 25   | 35   | 48   | 60   |

## Экономика

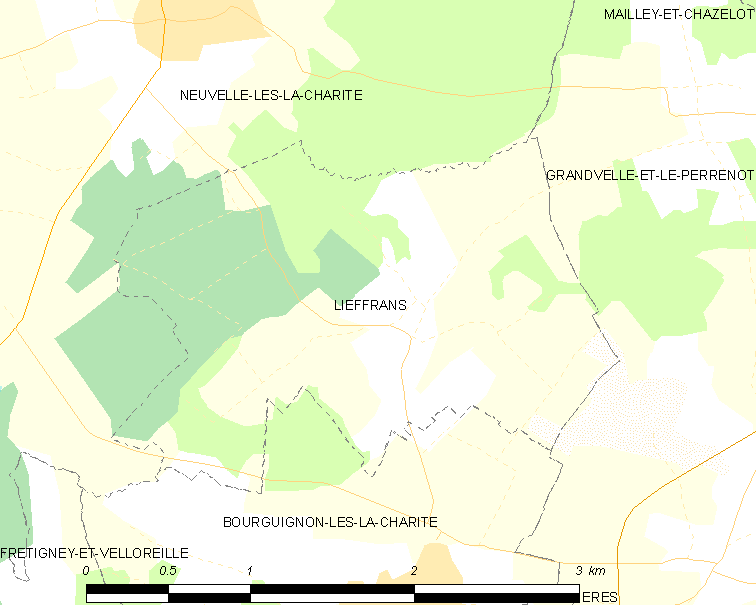
Карта коммуны

В 2010 году среди 41 человека трудоспособного возраста (15—64 лет) 34 были экономически активными, 7 — неактивными (показатель активности — 82,9 %, в 1999 году было 93,5 %). Из 34 активных жителей работали 31 человек (16 мужчин и 15 женщин), безработных было 3 (1 мужчина и 2 женщины). Среди 7 неактивных 1 человек был учеником или студентом, 3 — пенсионерами, 3 были неактивными по другим причинам.